# Campeonato Mundial de Ginástica Artística de 2005 - Resultados femininos
Os resultados femininos no Campeonato Mundial de Ginástica Artística de 2005 somaram quinze medalhas nas cinco provas disputadas. Em nenhuma ocorreu empate.

## Resultados

### Individual geral
Finais
| Pos.              | País           | Ginasta              | VT    | UB    | BB    | FX    | Total  |
| ----------------- | -------------- | -------------------- | ----- | ----- | ----- | ----- | ------ |
| Medalha de ouro   | Estados Unidos | Chellsie Memmel      | 9,325 | 9,537 | 9,425 | 9,537 | 37,824 |
| Medalha de prata  | Estados Unidos | Nastia Liukin        | 9,137 | 9,587 | 9,587 | 9,512 | 37,823 |
| Medalha de bronze | Austrália      | Monette Russo        | 9,187 | 9,362 | 9,362 | 9,387 | 37,298 |
| 4                 | Reino Unido    | Elizabeth Tweddle    | 9,162 | 9,512 | 8,737 | 9,525 | 36,936 |
| 5                 | França         | Emilie Le Pennec     | 9,212 | 9,512 | 8,725 | 9,225 | 36,674 |
| 6                 | Roménia        | Florica Leonida      | 9,050 | 9,375 | 8,975 | 9,075 | 36,475 |
| 7                 | Rússia         | Anna Pavlova         | 9,350 | 8,600 | 9,362 | 9,075 | 36,387 |
| 8                 | Alemanha       | Daria Bijak          | 9,112 | 8,825 | 8,875 | 8,900 | 35,712 |
| 9                 | Brasil         | Daniele Hypolito     | 8,425 | 9,050 | 9,225 | 9,000 | 35,700 |
| 10                | Países Baixos  | Suzanne Harmes       | 8,987 | 9,125 | 8,312 | 9,125 | 35,549 |
| 11                | Ucrânia        | Marina Proskurina    | 8,550 | 9,025 | 9,012 | 8,812 | 35,399 |
| 12                | Suíça          | Melanie Marti        | 8,762 | 9,387 | 8,350 | 8,862 | 35,361 |
| 13                | Itália         | Monica Bergamelli    | 8,762 | 9,112 | 8,737 | 8,650 | 35,261 |
| 14                | Espanha        | Lenika De Simone     | 8,775 | 8,912 | 8,350 | 8,825 | 34,862 |
| 15                | Grécia         | Stefani Bismpikou    | 8,650 | 8,875 | 8,750 | 8,475 | 34,750 |
| 16                | Rússia         | Elena Zamolodchikova | 9,350 | 8,150 | 8,350 | 8,812 | 34,662 |
| 17                | Itália         | Daria Sarkhosh       | 8,687 | 8,700 | 8,687 | 8,587 | 34,661 |
| 18                | Polónia        | Marta Pihan          | 8,987 | 8,800 | 9,175 | 7,587 | 34,549 |
| 19                | Japão          | Kyoko Oshima         | 8,825 | 8,487 | 7,912 | 9,012 | 34,236 |
| 20                | Reino Unido    | Shavahn Church       | 9,112 | 8,925 | 8,112 | 8,062 | 34,211 |
| 21                | França         | Isabelle Severino    | 9,112 | 7,350 | 8,800 | 8,887 | 34,149 |
| 22                | Suíça          | Ariella Kaeslin      | 8,987 | 8,937 | 7,962 | 8,125 | 34,011 |
| 23                | Polónia        | Joanna Skowronska    | 9,137 | 8,800 | 8,100 | 7,887 | 33,924 |
| 24                | Países Baixos  | Loes Linders         | 8,812 | 8,662 | 8,087 | 7,762 | 33,323 |

| Pos.              | País        | Ginasta            | Pts   |
| ----------------- | ----------- | ------------------ | ----- |
| Medalha de ouro   | China       | Cheng Fei          | 9,656 |
| Medalha de prata  | Uzbequistão | Oksana Chusovitina | 9,418 |
| Medalha de bronze | E. Unidos   | Alicia Sacramone   | 9,412 |
| 4                 | Rússia      | E.Zamolodchikova   | 9,318 |
| 5                 | Rússia      | Anna Pavlova       | 9,237 |
| 6                 | Ucrânia     | Olga Sherbatykh    | 9,212 |
| 7                 | Polónia     | Joanna Skowronska  | 9,162 |
| 8                 | Reino Unido | Imogen Cairns      | 8,956 |

| Pos.              | País           | Ginasta           | Pts   |
| ----------------- | -------------- | ----------------- | ----- |
| Medalha de ouro   | Estados Unidos | Nastia Liukin     | 9,662 |
| Medalha de prata  | Estados Unidos | Chellsie Memmel   | 9,587 |
| Medalha de bronze | Reino Unido    | Elizabeth Tweddle | 9,575 |
| 4                 | Japão          | Mayu Kuroda       | 9,525 |
| 5                 | China          | Fan Ye            | 9,475 |
| 6                 | Rússia         | Polina Miller     | 9,462 |
| 7                 | Austrália      | Monette Russo     | 9,412 |
| 8                 | França         | Isabelle Severino | 6,787 |

| Pos.              | País           | Ginasta         | Pts   |
| ----------------- | -------------- | --------------- | ----- |
| Medalha de ouro   | Estados Unidos | Nastia Liukin   | 9,612 |
| Medalha de prata  | Estados Unidos | Chellsie Memmel | 9,512 |
| Medalha de bronze | Roménia        | Cătălina Ponor  | 9,500 |
| 4                 | China          | Zhang Nan       | 9,487 |
| 5                 | Austrália      | Monette Russo   | 9,462 |
| 6                 | Rússia         | Anna Pavlova    | 8,762 |
| 7                 | Rússia         | Yulia Lozhecko  | 8,350 |
| 8                 | China          | Fan Ye          | 8,025 |

| Pos.              | País           | Ginasta              | Pts   |
| ----------------- | -------------- | -------------------- | ----- |
| Medalha de ouro   | Estados Unidos | Alicia Sacramone     | 9,612 |
| Medalha de prata  | Estados Unidos | Nastia Liukin        | 9,425 |
| Medalha de bronze | Países Baixos  | Suzanne Harmes       | 9,212 |
| 4                 | Rússia         | Elena Zamolodchikova | 9,162 |
| 5                 | Austrália      | Monette Russo        | 9,100 |
| 6                 | França         | Emilie Le Pennec     | 8,887 |
| 7                 | Brasil         | Daiane dos Santos    | 8,837 |
| 8                 | França         | Isabelle Severino    | 8,625 |